# Estación Villa Olga
Villa Olga era una estación de ferrocarril ubicada en el Partido de Bahía Blanca, Provincia de Buenos Aires, Argentina.
Fue habilitada por el Ferrocarril Bahía Blanca al Noroeste, en el año 1891, siendo una de las primeras estaciones que se construyeron en el ramal. Era utilizada principalmente para el transporte de hacienda con destino al frigorífico Sansinena, en Cuatreros. Fue demolida en el año 1938 por el Ferrocarril del Sud.

## Servicios
Pertenecía al Ferrocarril General Roca en su ramal entre Darregueira hasta Bahía Blanca.
Sus vías no prestan servicios de pasajeros desde 1978, sin embargo corren trenes de carga, a cargo de la empresa Ferroexpreso Pampeano.